# صوم يوم عرفة
صوم يوم عرفة أحد أنواع صوم النفل وهو صوم يوم عرفة لغير الحاج، ويوم عرفة وهو أحد أيام العشر من ذي الحجة، وهو يوم التاسع من ذي الحجة، وهو أيضا تاسع أيام العشر من ذي الحجة، ويستحب صيامه لغير الحاج حيث يكون في هذا اليوم واقفا بعرفة، مشتغلا بتأدية مناسك الحج. وأما غير الحاج فيستحب له صوم يوم عرفة؛ لما ورد في الحديث: «صيام يوم عرفة يكفر سنتين سنة قبلها وسنة بعدها»، ولكن هذا الاستحباب لغير من كان حاجا، فلا يستحب له صيامه؛ لأنه يكون في حال اشتغاله بالوقوف بعرفة، حيث إنّ الصيام حينذ يضعفه عن الذكر والعبادة في ذلك اليوم، وقد ورد النهي عن صيامه بحديث: عن أبي هريرة قال: «نهى رسول الله ﷺ عن صوم يوم عرفة بعرفات» رواه أحمد وأبو داود والنسائي، وابن ماجه. قال الترمذي، قد استحب أهل العلم، صيام يوم عرفة إلا بعرفة. وعن أم الفضل: «أنهم شكوا في صوم رسول الله ﷺ يوم عرفة، فأرسلت إليه بلبن، فشرب، وهو يخطب الناس بعرفة». متفق عليه. وفي سنن أبي داود عن عكرمة قال: «كنا عند أبي هريرة في بيته فحدثنا أن رسول الله ﷺ نهى عن صوم يوم عرفة بعرفة». وظاهر حديث أبي هريرة هذا: أنه لا يجوز صومه بعرفات، والأصل في النهي أنه للتحريم، لكن حمله العلماء على الكراهة من غير تحريم، والأصل في صوم يوم عرفة أنه مستحب إلا للحاج حيث إنّ الصيام يضعفه عن اغتنام وقت الوقوف بعرفة، ويجمع بين الأحاديث بأن صوم هذا اليوم مستحب لكل أحد مكروه لمن كان بعرفات حاجا. قال الخطابي: هذا نهي استحباب لا نهي إيجاب، فإنما نهى المحرم عن ذلك خوفا عليه أن يضعف عن الدعاء والابتهال في ذلك المقام، فأما من وجد قوة لا يخاف معها ضعفا فصوم ذلك اليوم أفضل له إن شاء الله وقد قال ﷺ: «صيام يوم عرفة يكفر سنتين سنة قبلها وسنة بعدها» ذكره في عون المعبود.
وفي هذا دلالة على استحباب صوم يوم عرفة لغير الحاج،
وأما صيام الحاج يوم عرفة ففيه خلاف، فقد روي عن عثمان بن أبي العاص وابن الزبير أنهما كانا يصومانه، وقال أحمد بن حنبل: إن قدر على أن يصوم صام، وإن أفطر فذلك يوم يحتاج فيه إلى قوة، وكان إسحاق يستحب صومه للحاج، وكان عطاء يقول: أصوم في الشتاء ولا أصوم في الصيف، وكان مالك بن أنس وسفيان الثوري يختاران الإفطار للحاج وكذلك الشافعي. وروي عن ابن عمر رضي الله عنهما أنه قال: «لم يصمه النبي ﷺ ولا أبو بكر ولا عمر ولا عثمان ولا أصومه أنا». انتهى كلامه. وفي صحيح البخاري: «عن أم الفضل بنت الحارث أن ناسا تماروا عندها يوم عرفة في صوم النبي ﷺ فقال بعضهم: هو صائم وقال بعضهم ليس بصائم فأرسلت إليه بقدح لبن وهو واقف على بعيره فشربه». وفي رواية للبخاري أيضا: «عن ميمونة رضي الله عنها أن الناس شَكُّوا في صيام النبي ﷺ يوم عرفة فأرسلت إليه بِحِلَابٍ وهو واقف في الموقف فشرب منه والناس ينظرون». قال الشوكاني: واعلم أن ظاهر حديث أبي قتادة عند مسلم وأصحاب السنن مرفوعا صوم يوم عرفة يكفر سنتين ماضية ومستقبلة الحديث أنه يستحب صوم يوم عرفة مطلقا، وظاهر حديث عقبة بن عامر عند أهل السنن غير ابن ماجه يوم عرفة ويوم النحر وأيام التشريق عيدنا أهل الإسلام.. الحديث أنه يكره صومه مطلقا لجعله قريبا في الذكر ليوم النحر وأيام التشريق، وتعليل ذلك أنها عيد وأنها أيام أكل وشرب. انتهى.
وسبب كراهية صيام يوم عرفة للحاج أنه ربما كان مؤديا إلى الضعف عن الدعاء والذكر يوم عرفة هنالك وعن القيام بأعمال الحج. وقيل: بل لأنه يوم عيد لأهل الموقف لاجتماعهم فيه، ويؤيده حديث أبي قتادة.. وفي حديث أبي هريرة هذا التصرح بالنهي عن صومه مطلقا. ومما يدل على عدم استحباب صومه للحاج: ما أخرجه أبو داود في سننه «عن أم الفضل بنت الحارث أن ناسا تماروا عندها يوم عرفة في صوم رسول الله ﷺ فقال بعضهم هو صائم وقال بعضهم ليس بصائم فأرسلت إليه بقدح لبن وهو واقف على بعيره بعرفة فشرب». قال المنذري: وأخرجه البخاري ومسلم.